# Kimberley Mickle
Kimberley « Kim » Mickle (née le 28 décembre 1984 à Perth) est une athlète australienne, spécialiste du lancer du javelot, ancienne détentrice du record d'Océanie avec 66,83 m.

## Biographie
Vainqueur des Championnats du monde jeunesse de 2001, et 9e des championnats du monde juniors de 2002, elle se classe 5e de la Coupe du monde à Athènes en 2006 et 4e des Jeux du Commonwealth à Melbourne la même année. Elle remporte le titre national en 2006 et en 2007. Le 15 mars 2009, elle atteint la marque de 63,49 m à Perth.
En 2010, Kimberley Mickle décroche la médaille d'argent des Jeux du Commonwealth derrière la Sud-africaine Sunette Viljoen, et se classe par ailleurs troisième de la coupe continentale à Split en 61,36 m, signant son meilleur lancer de la saison.
Sixième des championnats du monde de 2011 à Daegu, elle remporte la médaille d'argent aux championnats du monde de 2013, devancée par l'Allemande Christina Obergföll. Mickle améliore sa meilleure marque personnelle avec 66,60 m.
En mars 2014, à Melbourne, elle porte son record personnel à 66,83 m et améliore le record d'Océanie. En août 2014, à Glasgow, elle s'impose en finale des Jeux du Commonwealth avec un lancer à 65,96 m. 
Elle met un terme à sa carrière en mars 2018, après deux années de blessures à répétition. 

## Palmarès
| Date | Compétition                    | Lieu      | Résultat | Marque  |
| ---- | ------------------------------ | --------- | -------- | ------- |
| 2001 | Championnats du monde jeunesse | Debrecen  | 1re      | 51,83 m |
| 2006 | Jeux du Commonwealth           | Melbourne | 4e       | 58,18 m |
| 2010 | Coupe continentale             | Split     | 2e       | 61,36 m |
| 2010 | Jeux du Commonwealth           | New Delhi | 2e       | 60,90 m |
| 2011 | Championnats du monde          | Daegu     | 5e       | 61,96 m |
| 2013 | Championnats du monde          | Moscou    | 2e       | 66,60 m |
| 2014 | Jeux du Commonwealth           | Glasgow   | 1re      | 65,96 m |

### Records
| Épreuve           | Performance | Lieu      | Date         |
| ----------------- | ----------- | --------- | ------------ |
| Lancer du javelot | 66,83 m     | Melbourne | 22 mars 2014 |